# Mañana en el Abasto
«Mañana en el Abasto» es una canción perteneciente al tercer álbum de la banda Sumo, After Chabón, editado en el año 1987.
En 2005, fue elegida como la canción más admirada del rock argentino, según una encuesta hecha por el sitio web Rock.com.ar. «Mañana en el Abasto» es considerada una de las mejores canciones de su repertorio y uno de sus últimos éxitos antes de la triste muerte del frontman de la banda Luca Prodan ese año.

## Interpretación
La letra fue compuesta por Luca Prodan, y describe su visión particular y emocional de una zona típica ubicada entre los barrios de Balvanera y Almagro de Buenos Aires, el Abasto, que es famoso por haber sido el barrio donde Carlos Gardel vivió toda su infancia.
A fines de los años ´80, el cierre del Mercado de Abasto y las incertidumbres generadas por el Plan Austral (preludio de la hiperinflación argentina de 1989 y 1990), pusieron en jaque al Hogar Obrero, el cual había adquirido el edificio del viejo mercado pero no pudo avanzar en la reconversión del mismo, que quedó semiabandonado después de haber sido un importante punto comercial de la ciudad. El ritmo cansino de la canción y las expresiones de la letra, reflejan el ambiente de pobreza y desamparo que cualquiera podía palpar al recorrer la zona en ese entonces. 
La canción se caracteriza por ser monoacórdica, esto es, que solamente fue compuesta con un solo acorde sin progresión definida, Mi Mayor, utilizando la escala correspondiente en su melodía Mi Mayor.

## Video musical
El video musical original, fue filmado en la mítica discoteca Cemento en el año 1987, exclusivamente preparado y sin público para la filmación de los siguientes videos musicales del grupo musical.

## Reconocimientos
En el año 2002, la edición argentina de la revista Rolling Stone, junto con el canal de cable MTV LA, posicionó esta canción como 64.ª de las 100 más grandes éxitos del rock argentino.
En 2005, fue elegida como la canción más admirada del rock argentino.